# Disis
Disis – dźwięk, którego częstotliwość dla disis¹ wynosi około 329,6 Hz. Jest to podwyższony za pomocą podwójnego krzyżyka dźwięk d. Dźwięki enharmonicznie równoważne (o tej samej wysokości) to: e i fes.